# Glockenförmige Funktion

Die Dichtefunktion der Normalverteilung ist ein archetypisches Beispiel einer glockenförmigen Funktion

Eine glockenförmige Funktion ist eine Funktion von {\displaystyle \mathbb {R} } nach {\displaystyle \mathbb {R} }, deren Graph eine charakteristische „Glockenform“ hat. Solche Funktionen werden oft regulär gewählt (z. B. stetig oder sogar glatt) und sie konvergieren für {\displaystyle x\to \pm \infty } gegen 0. Zudem haben sie ein einziges globales Maximum, oft bei {\displaystyle x=0}. Testfunktionen mit kompaktem Träger und einem einzigen Maximum sind also oft gute Beispiele von Glockenfunktionen. Die Stammfunktionen glockenförmiger Funktionen sind meist Sigmoidfunktionen. Oft sind glockenförmige Funktionen auch spiegelsymmetrisch zu der Achse, auf der das Maximum angenommen wird.
Viele häufig verwendete Wahrscheinlichkeitsdichtefunktionen sind glockenförmig.
Einige glockenförmige Funktionen, wie beispielsweise die Dichtefunktionen der Normalverteilung oder der Cauchy-Verteilung, können zur Konstruktion von Dirac-Folgen verwendet werden. Diese sind Funktionenfolgen mit abnehmender Varianz, welche (im Sinne der Distributionen) gegen eine Delta-Distribution konvergieren.

## Beispiele
- Die Dichtefunktionen der Normalverteilung. Diese kommt in praktischen Anwendungen oft vor (siehe Zentraler Grenzwertsatz).

{\displaystyle f(x)=ae^{-(x-b)^{2}/(2c^{2})}}
- Die verallgemeinerte Zugehörigkeitsfunktion der Fuzzylogik[1][2]

{\displaystyle f(x)={\frac {1}{1+\left|{\frac {x-c}{a}}\right|^{2b}}}}
- Der Sekans hyperbolicus

{\displaystyle f(x)=\operatorname {sech} (x)={\frac {2}{e^{x}+e^{-x}}}}
- Die Versiera der Agnesi, Dichtefunktion der Cauchy-Verteilung

{\displaystyle f(x)={\frac {8a^{3}}{x^{2}+4a^{2}}}}
- Eine oft verwendete Testfunktion

{\displaystyle \varphi _{b}(x)={\begin{cases}\exp {\frac {b^{2}}{x^{2}-b^{2}}}&|x|<b,\\0&|x|\geq b.\end{cases}}}
- Viele Fensterfunktionen, wie z. B. das Kaiser-Fenster

- Die Ableitung der logistischen Funktion.

{\displaystyle f(x)={\frac {e^{x}}{\left(1+e^{x}\right)^{2}}}}
- Einige algebraische Funktionen wie beispielsweise

{\displaystyle f(x)={\frac {1}{(1+x^{2})^{3/2}}}}

### Galerie

{\displaystyle f(x)=\operatorname {sech} (x)} (blau)
Versiera der Agnesi
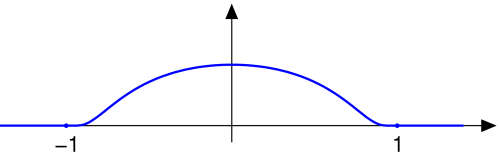
Eine Testfunktion mit Träger {\displaystyle [-1,1]}
Kaiser-Fenster